# ムーラン (イル＝エ＝ヴィレーヌ県)
ムーラン （Moulins、ブレイス語:Melined）は、フランス、ブルターニュ地域圏、イル＝エ＝ヴィレーヌ県のコミューン。

## 地理
県東部にあり、レンヌからおよそ30km、ヴィトレからは約20km離れている。村を県道643号線が横切る。また、カンカンポワ川が横切っている。支流であるコクレーユ川も流れる。

## 由来
Molins（1158年）、de Molendiniis（1330年）と記されたことが証明されている。

## 人口統計
| 1962年 | 1968年 | 1975年 | 1982年 | 1990年 | 1999年 | 2006年 | 2011年 |
| ------ | ------ | ------ | ------ | ------ | ------ | ------ | ------ |
| 682    | 603    | 508    | 540    | 510    | 562    | 612    | 679    |

参照元:1999年までEHESS、2004年以降INSEE

## 史跡

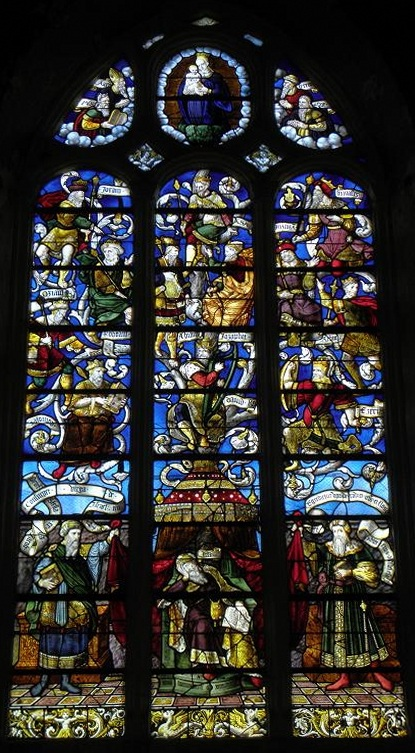
エッサイの木を表したステンドグラス

- シャトー・ド・モンブアン - 18世紀。夏期には建物外側の見学ができる。2000年2月に歴史文化財登録された[5][6]。
- サン・マルタン教会 - 15世紀。18世紀に再建。傾いた鐘楼が非常にまれ。歴史文化財登録された[7][8]。エッサイの木を含む、2箇所の古いステンドグラスが含まれている[9]。